# Пасхальний тропар
Пасхальний тропар або Christos anesti (грец. Χριστός ἀνέστη) — характерний тропар для святкування Пасхи (Великодня) у візантійському обряді.
Як і більшість тропарів, це коротка строфа, яка часто використовується як рефрен між віршами псалма, але також використовується окремо. Її співають у першому плагалі (або квінті). Його автор чи дата невідомі, але припускають, що він старший за 6 ст.
| Грецька                                                                                       | Транслітерація                                                                                 | Англійською                                                                                       | Українською                                                                           |
| --------------------------------------------------------------------------------------------- | ---------------------------------------------------------------------------------------------- | ------------------------------------------------------------------------------------------------- | ------------------------------------------------------------------------------------- |
| Χριστὸς ἀνέστη ἐκ νεκρῶν, θανάτῳ θάνατον πατήσας, καὶ τοῖς ἐν τοῖς μνήμασι, ζωὴν χαρισάμενος! | Christós anésti ek nekrón, thanáto thánaton patísas, ké tís en tís mnímasi, zoín charisámenos! | Christ is risen from the dead, by death trampling death, and to those in the tombs granting life! | Христос воскрес із мертвих, смертю смерть подолав, і тим, що в гробах, Життя дарував! |

Перший рядок перефразує 1 Коринтян 15:20 (Νυνὶ δὲ Χριστὸς ἐγήγερται ἐκ νεκρῶν). Тропар є частиною Пасхальної Божественної Літургії візантійського обряду і, безсумнівно, використовувався вже у 5 або 6 столітті. Його походження невідоме; Митрополит Іларіон (Алфєєв) (2009) припускає походження ІІ ст.

## Використання
Згідно зі свідченням Єрусалимського тропологія (або iadgari, старовинної гімнографії, що збереглася лише в грузинському перекладі 8 століття ), тропар співався наприкінці Пасхального бдіння на пізньодавній Єрусалимській Пасхальній літургії. На основі Типікона Великої Церкви тропар був частиною немонастирської літургії в соборі Святої Софії до 10 століття.

Тропар вперше співається на початку Утрені на Пасху, після Хресного ходу навколо церкви, що передує Утрені. Коли всі збираються перед зачиненими вхідними дверима церкви, духовенство та вірні по черзі співають тропар, а потім він використовується як приспів до добірки віршів із псалмів 67 та 117 (це нумерація Септуагінти; нумерація KJV 68 і 118):
Нехай воскресне Бог, нехай розсіються Його вороги; нехай ті, що ненавидять Його, втікають від обличчя Його (Пс. 68:1)Як зникне дим, так нехай зникнуть; як віск тане перед вогнем (Пс. 68:2а)Так загинуть грішники перед лицем Божим; а праведний нехай радіє (Пс. 68:2б)Це день, який створив Господь, радіймо і радіймо в ньому. (Пс. 118:24)